# Delosperma alticola
Delosperma alticola är en isörtsväxtart som beskrevs av L. Bol.. Delosperma alticola ingår i släktet Delosperma, och familjen isörtsväxter. Inga underarter finns listade i Catalogue of Life.